# Puchar COSAFA 2004
COSAFA Cup 2004 – odbył się w dniach od 10 stycznia do 20 listopada 2004 roku. W turnieju wystartowało 12 drużyn narodowych:
- Angola
- Botswana
- Lesotho
- Madagaskar
- Malawi
- Mauritius
- Mozambik
- Namibia
- Południowa Afryka
- Suazi
- Zambia
- Zimbabwe

Zwycięzcą turnieju została Angola.

## Runda kwalifikacyjna
| 10 stycznia 2004 | Mauritius · Jacob Lekgetho 53' sam. · Christopher Perle 81' | 2:00:0 | Republika Południowej Afryki | Curepipe, Mauritius Widzów: 5 230 Sędzia: Florian Raolimanana (Madagaskar) |
|                  |                                                             |        |                              |                                                                            |

| 29 lutego 2004 | Lesotho | 0:0 k. 10:11 | Botswana | Maseru, Lesotho Widzów: 8 000 Sędzia: Arvo Mufeti (Namibia) |
| |         | |          |                                                             |
| |         | Rzuty karne |          |                                                             |
| Teele Ntsonyana · Lebajoa Mphongoa · Lehlohonolo Seema · Motlatsi Maseela · Malefetsane Pheko · Bushy Moletsane · Tsepo Hlojeng · Moses Ramafole · Thabang Mahlakajoe · Kabelo Mosothoane · Thabo Khoboli · Malefetsane Pheko · Motlatsi Maseela · Lehlohonolo Seema |         | Dipsy Selolwane · Kabelo Kgosiang · Duncan Kgopolelo · Tebego Mothusi · Nelson Gabolwelwe · Seabo Gabanakgosi · Ndiapo Letsholathebe · Khumo Motlhabane · Talinda Nyathi · Tshepiso Molwantwa · Modiri Marumo · Dipsy Selolwane · Tebego Mothusi · Duncan Kgopolelo |          |                                                             |

| 18 kwietnia 2004 | Mozambik · Tico-Tico 64' · Fala-Fala 89' | 2:00:0 | Madagaskar | Maputo, Mozambik Widzów: 28 000 Sędzia: Jerome Damon (RPA) |
|                  |                                          |        |            |                                                            |

| 9 maja 2004 | Angola · Love 26' · Love 67' | 2:11:0 | Namibia · 70' Jesunh Petrus | Luanda, Angola Widzów: 4 000 Sędzia: Elphas Ngcamphalala (Suazi) |
|             |                              |        |                             |                                                                  |

## Ćwierćfinały
| 13 czerwca 2004 | Mozambik · Patrick Mabedi 42' sam. · To 62' | 2:01:0 | Malawi | Maputo, Mozambik Widzów: 30 000 Sędzia: Wellington Kaoma (Zambia) |
|                 |                                             |        |        |                                                                   |

| 27 czerwca 2004 | Suazi | 0:50:2 | Zimbabwe · 7' Edzai Kasinuayo · 41' Peter Ndlovu · 54' sam. Bongani Masangane · 58' Peter Ndlovu · 81' Peter Ndlovu | Mbabane, Suazi Widzów: ? Sędzia: Mateus Infante (Mozambik) |
|                 |       |        | |                                                            |

- Mecz Zimbabwe - Suazi przerwano w 83. minucie z powodu zamieszek kibiców, rezultat utrzymano.

| 18 lipca 2004                                           | Angola · Flávio Amado 3' | 1:1 k. 5:31:1                                                   | Botswana · 25' Tshepo Mothlabankwe | Luanda, Angola Widzów: 6 000 Sędzia: Paul Phomane (Lesotho) |
|                                                         |                          |                                                                 |                                    |                                                             |
|                                                         |                          | Rzuty karne                                                     |                                    |                                                             |
| Flávio Amado · Mateus Andre · Simao · Yamba Asha · Love |                          | Pontsho Moloi · Tebego Mothusi · Duncan Kgopolelo · Ernest Amos |                                    |                                                             |

| 31 lipca 2004 | Zambia · Jacob Mulenga 11' · Numba Mumamba 55' · Kalusha Bwalya 68' | 2:11:0 | Mauritius · 70' Kersley Appou | Lusaka, Zambia Widzów: 45 000 Sędzia: Christopher Manuel (Zimbabwe) |
|               |                                                                     |        |                               |                                                                     |

## Półfinały
| 19 września 2004 | Mozambik | 0:10:0 | Angola · 68' Flávio Amado | Maputo, Mozambik Widzów: 50 000 Sędzia: Simon Jovinala (Malawi) |
|                  |          |        |                           |                                                                 |

| 24 października 2004                                                       | Zimbabwe | 0:0 k. 4:5                                                                    | Zambia | Harare, Zimbabwe Widzów: ? Sędzia: Louis Simisse (Mauritius) |
|                                                                            |          |                                                                               |        |                                                              |
|                                                                            |          | Rzuty karne                                                                   |        |                                                              |
| Charles Yohane · Esrom Nyandoro · Gift Lunga · Tapuwa Kapini · David Sengu |          | Ian Bakala · Rotson Kilambe · Isaac Chansa · Clive Hachilensa · Noel Mwandila |        |                                                              |

## Finał
Początkowo miał odbyć się dwumecz finałowy, jednak doszło tylko do jednego decydującego o losach pucharu spotkania.
| 20 listopada 2004                                                            | Zambia | 0:0, po dogrywce k. 4:5                         | Angola | Lusaka, Zambia Widzów: ? Sędzia: Verson Lwanja (Malawi) |
|                                                                              |        |                                                 |        |                                                         |
|                                                                              |        | Rzuty karne                                     |        |                                                         |
| Ian Bakala · Clive Hachilensa · Misheck Lungu · Kalusha Bwalya · Elijah Tana |        | Flávio Amado · Yamba Asha · Simao · Rats · Love |        |                                                         |

## Strzelcy
3 gole
- Peter Ndlovu

2 gole
- Flávio Amado
- Love

1 gol
- Tshepo Mothlabankwe
- Kersley Appou
- Jacob Lekgetho
- Christopher Perle
- Fala-Fala
- Patrick Mabedi
- Tico-Tico
- To
- Jesunh Petrus
- Kalusha Bwalya
- Jacob Mulenga
- Numba Mumamba
- Edzai Kasinuayo

Gol samobójczy
- Bongani Masangane (dla Zimbabwe)

## Żółte kartki
Na turnieju arbitrzy pokazali 22 żółte kartki. Oto ich „zdobywcy” (w kolejności od piłkarza, który dostał żółtą kartkę najwcześniej):
1. Tony Coyle (30', mecz RPA-Mauritius)
2. Sibusiso Zuma (40', mecz RPA-Mauritius)
3. Henri Speville (85', mecz RPA-Mauritius)
4. Lehlohonolo Seema (44', mecz Botswana-Lesotho)
5. Seabo Gabanakgosi (52', mecz Botswana-Lesotho)
6. Tsepo Hlojeng (54', mecz Botswana-Lesotho)
7. Gaito (27', mecz Mozambik-Madagaskar)
8. Augustin Rajaonarivelo (60', mecz Mozambik-Madagaskar)
9. To (66', mecz Mozambik-Madagaskar)
10. Fala-Fala (87', mecz Mozambik-Madagaskar)
11. Flávio Amado (28', mecz Angola-Namibia)
12. James Chilapondwa (53', mecz Mozambik-Malawi)
13. Kampagno (71', mecz Mozambik-Malawi)
14. Tomas (82', mecz Mozambik-Malawi)
15. Siza Dlamini (36', mecz Suazi-Zimbabwe)
16. Newton Ben Katanha (72', mecz Suazi-Zimbabwe)
17. Phazha Butale (58', mecz Angola-Botswana)
18. Mogogi Gabonamong (69', mecz Angola-Botswana)
19. Pius Kolagano (78', mecz Angola-Botswana)
20. Samuel (79', mecz Mozambik-Angola)
21. Flávio Amado (89', mecz Mozambik-Angola)
22. Stopirra (44', mecz Zambia-Angola)

## Czerwone kartki
Na turnieju sędziowie rozdali 1 czerwoną kartkę. Oto jej zdobywca:
1. Maupo Msowoya (20', mecz Mozambik-Malawi)